# Fouvent-Saint-Andoche
Fouvent-Saint-Andoche település Franciaországban, Haute-Saône megyében. Lakosainak száma 201 fő (2022. január 1.). Fouvent-Saint-Andoche Valleroy, Farincourt, Gilley, Argillières, Bourguignon-lès-Morey, Dampierre-sur-Salon, Delain, Francourt, Larret, La Roche-Morey, Pierrecourt és Roche-et-Raucourt községekkel határos.

## Népesség
A település népességének változása:
| Lakosok száma | 233  | 227  | 224  | 214  | 214  | 212  | 210  | 205  | 201  |
|               | 2013 | 2015 | 2016 | 2017 | 2018 | 2019 | 2020 | 2021 | 2022 |